# Portada/article abril 5

## Jinmeiyō kanji
El jinmeiyō kanji és una llista de 983 caràcters xinesos, creats com un grup suplementari dels caràcters que poden ser usats de manera legal per registrar noms propis al Japó, complementària a la llista de "caràcters usats comunament" o jōyō kanji, que es refereix als caràcters d'ús quotidià al Japó.
Com a regla principal, els noms propis japonesos que es registren poden contenir solament caràcters del jōyō kanji (que es llegeixen com a noms usats del mètode nanori), jinmeiyō kanji, katakana i hiragana. Al Japó s'ensenya el jinmeiyō kanji a partir de l'educació secundària, i cal experiència en aquest, el Nivell 2 del Kanji kentei, un examen de suficiència en el coneixement dels kanjis.